# Yamauchi Tatsuro
Tatsuro Yamauchi (sinh ngày 23 tháng 1 năm 1994) là một cầu thủ bóng đá người Nhật Bản.

## Sự nghiệp câu lạc bộ
Tatsuro Yamauchi đã từng chơi cho FC Ryukyu.